# Black Diamond (appelsoort)
De Black Diamond is een zeldzaam ras uit de familie van Hua Niu-appels dat in de Tibetaanse regio Nyingchi wordt verbouwd. Ondanks wat de naam doet vermoeden, is de appel eerder een paarse tint, met wit vruchtvlees aan de binnenkant. De unieke kleur is te danken aan de hoge ligging van de regio. De temperatuur schommelt enorm tussen dag en nacht, waarbij de appels worden blootgesteld aan veel ultraviolet licht, wat bevorderlijk is voor de donkere kleur van de schil. De gemiddelde Black Diamond-appel kost ongeveer 50 yuan. Daarmee valt de appel in het hogere segment van de markt. Veel boeren aarzelen om het fruit te telen, omdat de bomen tot acht jaar nodig hebben voor de eerste vruchtdracht.